# Blogia
Blogia es uno de los sistemas de administración de contenidos (blogs, weblogs o bitácoras) pioneros en español. Blogia nació como proveedor de alojamiento de bitácoras en agosto de 2003, y se constituyó como empresa en el año 2005, en España, con sede en Zaragoza ofrece un sistema de alojamiento gratuito. Su creador fue Roberto Abizanda.
En 2005 recibió el premio 20Blogs en la categoría de Mejor proveedor de blogs, entregado por el periódico gratuito español 20 minutos como mejor proveedor de blogs hispano. En mayo de 2011 se puso en venta.